# BUMP OF CHICKEN GOLD GLIDER TOUR 2012
『BUMP OF CHICKEN GOLD GLIDER TOUR 2012』（バンプオブチキン ゴールドグライダーツアー 2012）は、BUMP OF CHICKENのライブビデオ。2013年3月6日にトイズファクトリーよりDVDとBlu-rayの2種類で発売された。

## 概要
バンド史上初のライブ映像作品。2012年4月から7月まで開催されたアリーナツアー「GOLD GLIDER TOUR」より、7月3日に開催された国立代々木競技場第一体育館公演の模様が収録されている。なお、「Stage of the ground」およびアンコールの「魔法の料理 〜君から君へ〜」「K」「ガラスのブルース」の映像はカットされている。（ただし、「ガラスのブルース」は別撮りでスタジオ演奏されたものが収録されている）。
ライブオープニングSEには、ヘルベルト・フォン・カラヤン指揮によるベルリン・フィルハーモニー管弦楽団の「ボレロ」が使用されている。
本作のアートワークが評価され、「ミュージック・ジャケット大賞 2013」映像部門大賞を受賞している 。

## 収録曲
♦マークは、初回限定盤に付属するライブCDにも収録されていることを示す。
1. 三ツ星カルテット♦
2. 宇宙飛行士への手紙♦
3. HAPPY♦
4. ゼロ♦
5. 友達の唄♦
6. Smile♦
7. グッドラック♦
8. ハルジオン
9. sailing day
10. embrace♦
11. 星の鳥～メーデー♦
12. イノセント♦
13. supernova
14. beautiful glider♦
15. カルマ♦
16. 天体観測♦
本編最後の曲。「スペシャルMV」と銘打ち、本作のハイライトシーンで構成された映像が制作され、YouTubeで公開されている[4]。
17. ガラスのブルース
ボーナストラック扱い。楽曲自体は公演当日のアンコールで演奏されているが、収録されているのはその映像ではなく、別撮りされたスタジオライブの映像となっている。

## 映像特典・装入特典
以下の内容が収録された。
- “オープニングムービー” with 山崎貴 × Moebius
  - メビウスが原画を描き、山崎貴が映像化した3DCGアニメーションによるオープニングムービー。
- “Smile” with 井上雄彦
  - 井上雄彦が描き下ろしたイラストをバックに演奏された宮城県総合運動公園総合体育館（セキスイハイムスーパーアリーナ）公演での『Smile』。
- GOOD LUCK PHOTO
  - ツアー内で、終演時にステージ後方から撮影された写真をまとめた映像（撮影は平間至と直井由文による）。
- フォトブックレット
  - ライブ写真を収めたフォトブックレット（撮影は平間至）。

## 初回限定盤
以下の内容が収録された。
- 装入特典であるフォトブックレットが、通常盤の倍以上の52ページとなる。
- 収録日である2012年7月3日の国立代々木競技場第一体育館公演でのライブ音源を収めたCDが同梱されたボックス仕様となる。なお、隠しトラックは収録されていない。
- ライブ当日に会場に舞った特注の紙ふぶきと同様のものが一枚同梱される。